# 한국국악협회
한국국악협회는 국악의 전반적인 발전향상과 문화적 유산의 보존 육성을 기하며 회원 상호간의 친목과 복리증진을 도모하고 민족문화예술의 정립에 기여함을 목적으로 1961년 대한민국에서 창립 된 음악 단체이다. 대한민국 국악제, 국악 작곡 축제, 국악 대경연 등을 주최하고 있다. 1962년 1월 27일 대한민국 문화체육관광부 소관의 사단법인으로 허가되었다. 사무실은 서울특별시 종로구 동숭동 1-117 (우:110-765)에 있다.

## 주요 사업
- 국악예술의 조사연구 및 보존 육성
- 국악예술인 양성 및 교도
- 국악상 제정, 수여

## 역대 회장
- 1대: 박삼순
- 2대: 박헌봉
- 3대: 박헌봉
- 4대: 정인규
- 5대: 송영주
- 6대: 윤재명
- 7대: 양명환
- 8대: 김종철
- 9대: 김종철
- 10대: 김종철
- 11대: 김종철
- 12대: 박병기
- 13대: 박병기
- 14대: 김원술
- 15대: 김원술
- 16대: 김판철
- 17대: 김판철
- 18대: 전황
- 19대: 이성림
- 20대: 이성림
- 21대: 이성림
- 22대: 이영희